# 古格爾齊普夫山
47°56′13″N 16°6′44″E / 47.93694°N 16.11222°E
古格爾齊普夫山（德語：Guglzipf），是奧地利的山峰，位於該國東北部，由下奧地利州負責管轄，屬於古滕施泰因阿爾卑斯山脈的一部分，海拔高度473米。